# Euprymna hoylei
Euprymna hoylei es una especie del orden Sepiolida nativo de las aguas tropicales del Indo-Pacífico, específicamente el Océano Pacífico oriental y el noroeste de Australia. Poco se sabe sobre el rango del tamaño de esta especie.
El tipo nomenclatural fue recogido del Archipiélago de Sulú y se depositó en el Museo Occidental Australiano en Perth.